# Битва святого Георгия с драконом (картина Карпаччо)
Битва святого Георгия с драконом (итал. San Giorgio e il drago) — картина итальянского живописца раннего Возрождения, периода кватроченто венецианской школы Витторе Карпаччо. Хранится в Венеции, в Скуоле ди Сан-Джорджо-дельи-Скьявони.

### История создания
Скуола ди Сан-Джорджо-дельи-Скьявони (итал. La Scuola di San Giorgio degli Schiavoni — Скуола Святого Георгия Славян; «Schiavoni» на венецианском диалекте означает «славяне») была основана в 1451 году выходцами из Далмации, в основном моряками и ремесленниками славянского происхождения. В 1502 году Витторе Карпаччо получил от Скуолы заказ на несколько картин для украшения зала собраний братства — Альберго (итал. Albergo). В том же году он создал две картины на евангельские сюжеты, а затем приступил к созданию семи картин, посвященных житию святых покровителей братства — Георгия, Трифона и Иеронима, которые он закончил приблизительно к 1507 году. Святому Георгию посвящены три работы: «Битва святого Георгия с драконом», «Триумф святого Георгия» и «Крещение селенитов». В середине XVI века после реконструкции здания картины Карпаччо были перемещены из зала Альберго на втором этаже в капеллу на первом этаже.

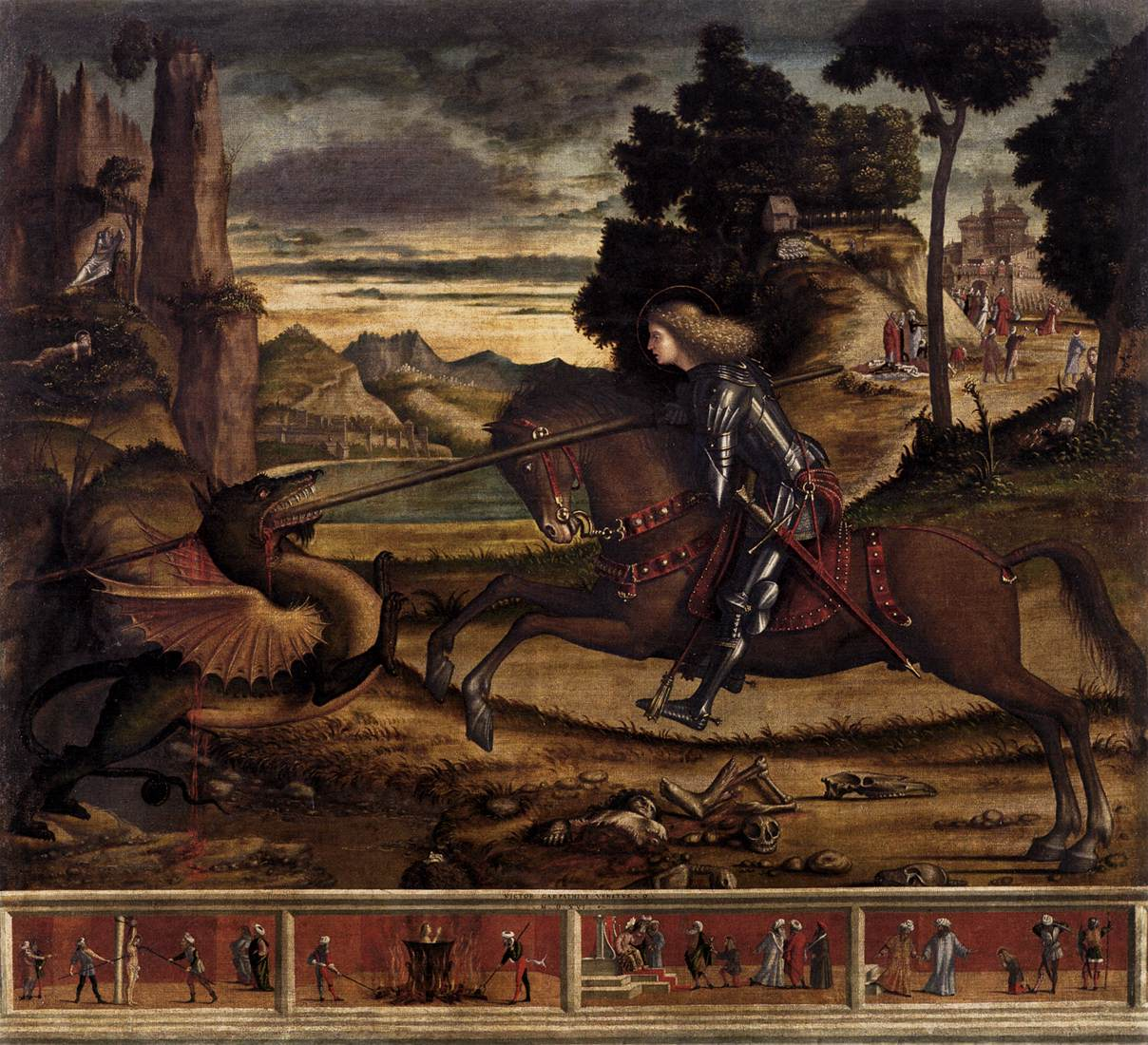
Битва святого Георгия с драконом. 1516. Церковь Сан-Джорджо-Маджоре, Венеция

Ещё одна версия картины с некоторыми изменениями была создана Карпаччо в 1516 году для церкви Сан-Джорджо-Маджоре, где она хранится до настоящего времени.

### Сюжет и описание картины

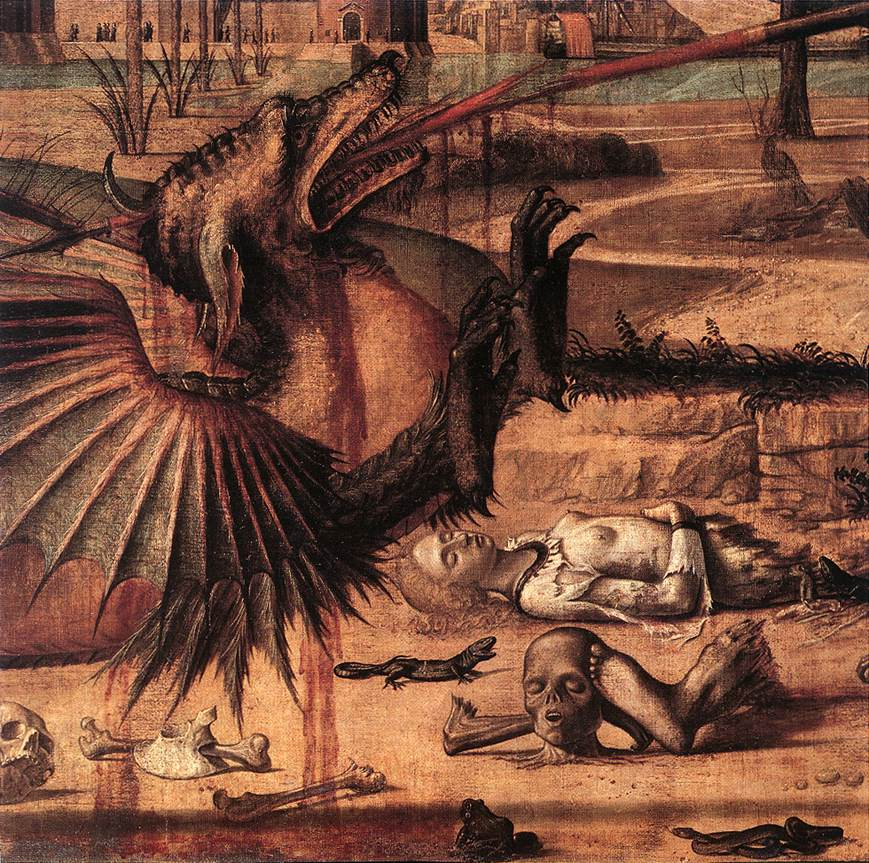
Деталь картины

Вероятно, Карпаччо почерпнул детали сюжета из популярного в его эпоху сборника преданий — «Золотой легенды» Иакова Ворагинского. Согласно легенде, вблизи ливийского города Силена поселился ужасный дракон, который поражал жителей своим смертоносным дыханием. Чтобы задобрить его, горожанам приходилось ежедневно приносить ему в жертву овец и людей. В тот день, когда жребий идти к дракону выпал дочери местного царя, её увидел римский воин, Святой Георгий. Он вступил в битву с драконом и поразил его копьем. Приведя раненого дракона в город, Георгий предложил жителям принять крещение, а затем зарубил дракона мечом.

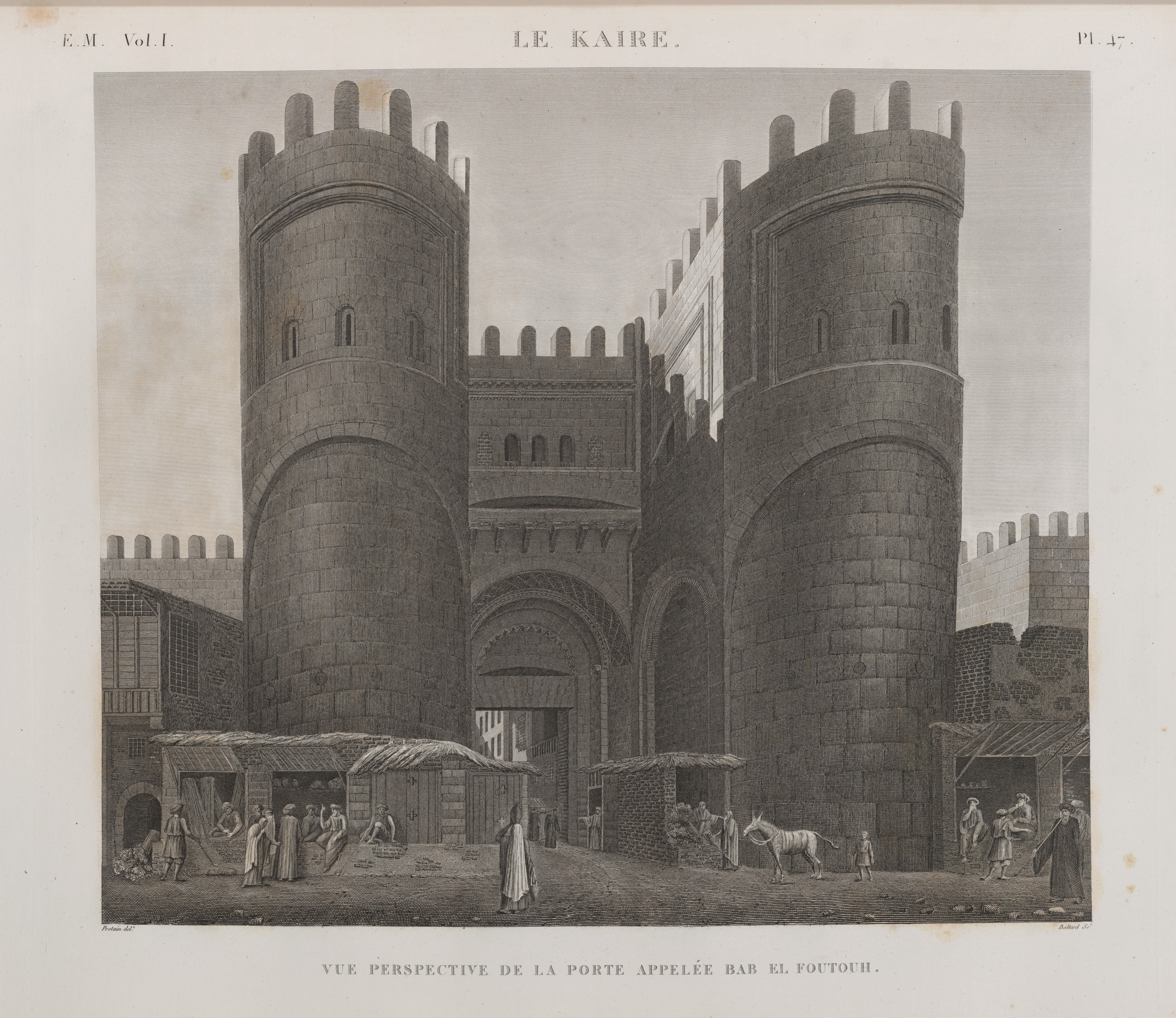
Ворота Баб эль-Футух в Каире. Начало XIX века

Карпаччо изобразил Георгия в доспехах, но с непокрытой головой, скачущим на коне с копьём в руке. Копьё направлено в раскрытую пасть дракона, который, расправив остроконечные крылья, готовится к броску. Принцесса молится в стороне за спиной Георгия. На выжженной земле между драконом и конём Святого Георгия Карпаччо изобразил останки растерзанных драконом людей. Вокруг — ящерицы, змеи, жабы.
Слева на дальнем плане среди холмов и пальм, возвышается фантастический восточный город. Городские ворота между двумя массивными круглыми башнями напоминают каирские ворота Баб эль-Футух, вероятно, скопированные художником с какого-то раннего рисунка.